# Scott Breckinridge
Scott Dudley Breckinridge (ur. 23 maja 1882 w San Francisco, zm. 1 sierpnia 1941 w Lexington) – szermierz, szpadzista reprezentujący USA, uczestnik letnich igrzysk olimpijskich w Sztokholmie w 1912  roku.

## Życiorys
Należał do wpływowej rodziny Breckinridge - jego ojciec Joseph Cabell Breckinridge Sr. był generałem Armii Unii, podczas wojny secesyjnej w Stanach Zjednoczonych, jego młodszy brat Henry Skillman Breckinridge był prawnikiem i politykiem oraz Asystentem Sekretarza Wojny w gabinecie Prezydenta USA Woodrowa Wilsona a jego starszy brat Joseph Cabell Breckinridge Jr. służył w US Navy na okręcie USS Cushing (TB-1). 
Scott Breckinridge uczęszczał do akademii wojskowej West Point, gdzie m.in. trenował szermierkę. Później po igrzyskach w Sztokholmie został trenerem szermierki na Uniwersytecie Kentucky. Kolejno ukończył studia medyczne na Georgetown University School of Medicine specjalizując się w ginekologii oraz pracował jako lekarz w szpitalu Providence Hospital w Waszyngtonie i Columbia University Medical Center w Nowym Jorku. Podczas I wojny światowej służył w US Army, gdzie dosłużył się stopnia pułkownika. 
Był żonaty z Gertrude Ashby Bayne, z którą miał troje dzieci: Johna B. Breckinridge - polityka zasiadającego w Izbie Reprezentantów z ramienia Partii Demokratycznej; Scotta Dudleya Breckinridge Jr. - zastępcę Inspektora Generalnego Centralnej Agencji Wywiadowczej (CIA) oraz córkę Gertrude Bayne "Trudy" Breckinridge. 
Zmarł w Lexington w stanie Kentucky w 1941. 